# فارنسن
فارنسن (به انگلیسی: Farnesene) با فرمول شیمیایی C15H24 یک ترکیب شیمیایی است. که جرم مولی آن ۲۰۴٫۳۶ گرم بر مول می‌باشد. 